# Tømlaus Kog
Tømlaus Kog (dansk) eller Tümlauer-Koog (tysk) er en landsby og kommune i det nordlige Tyskland under Kreis Nordfriesland i delstaten Slesvig-Holsten. Byen er beliggende seks kilometer nord for Sankt Peter-Ording ved Ordingbugten (Tømlaus Bugt) på halvøen Ejdersted. Byens nordfrisiske navn er Tümlauer Kuuch.
På samme sted lå i årene 1699-1717 den såkaldte Graffenkog, som var opkaldt efter stalleren Nicolaus von Graffen. Graffenkogen kom senere i hænderne på den hamborgske købmand Thomblow. Efter at kogen blev oversvømmet julen 1717, startede den danske regering i 1861 et nyt forsøg på at inddige landet ved Ording Bugt. Inddigningen lykkdes og den nye kog kom til at hede Syderhever Kog. Kogens nye navn henviste til Heverstrømmen og de nærliggende landsbyer Vester- og Østerhever. I 1934 blev yderligere dele af bugten inddiget, som nu blev opkaldt efter Adolf Hitlers stedfortræder Herrmann Göring. Efter krigen skiftedes navn og kogen blev navngivet efter købmanden Thomblow.
Kommunen samarbejder på administrativt plan med andre kommuner i Ejdersted kommunefællesskab (Amt Eiderstedt).